# Sylvester Grabe (Bibliothekar)
Sylvester Grabe (* 14. Juli 1674 in Königsberg; † 5. Dezember 1727 ebenda) war ein deutscher Bibliothekar und Mediziner.

## Leben
Sylvester Grabe wurde als Sohn des lutherischen Theologieprofessors Sylvester Grabe (1627–1686) und dessen Frau Sophie Behm, einer Tochter des Theologieprofessors Michael Behm, am 14. Juli 1674 in Königsberg geboren. Sein älterer Bruder war der Theologe Johannes Ernst Grabe.
Nachdem Grabe an der Universität Königsberg Medizin studiert hatte, promovierte er an der Universität Leiden 1700 zum Doktor der Medizin. Drei Jahre danach ging er als Bibliothekar ans Königsberger Schloss. In dieser Stellung verfasste er ein Verzeichnis der Bücher der dortigen Schlossbibliothek (Silberbibliothek) und ein Verzeichnis über den Nachlass der Adelsfamilie Radziwiłł 1712. Außerdem wirkte er als königlicher Rat und als Leibarzt. Am 5. Dezember 1727 starb er 53-jährig in seiner Heimatstadt.
Die von Grabe verfassten Schriften medizinischen Inhalts haben keine weitere Bedeutung.